# Gato feral
Gato feral, gato selvagem, gato abandonado ou gato de rua é um gato-doméstico (Felis (silvestris) catus) que nasceu ou cresceu em meio selvagem, sem manter contato direto e frequente com seres humanos.
Geneticamente, os gatos ferais são iguais aos gatos domésticos, mas devido à falta de contato com humanos, incapazes de se socializar com as pessoas. Eles normalmente vivem em colônias, vivendo da caça e de alimentos que eventualmente estejam disponíveis.
Estima-se que existam entre 50 a 150 milhões de gatos ferais espalhados pelos Estados Unidos. Para os demais países não há dados oficiais, mas sabe-se que sua ocorrência é bastante comum, de modo que suas populações são bastante numerosas.

## Características

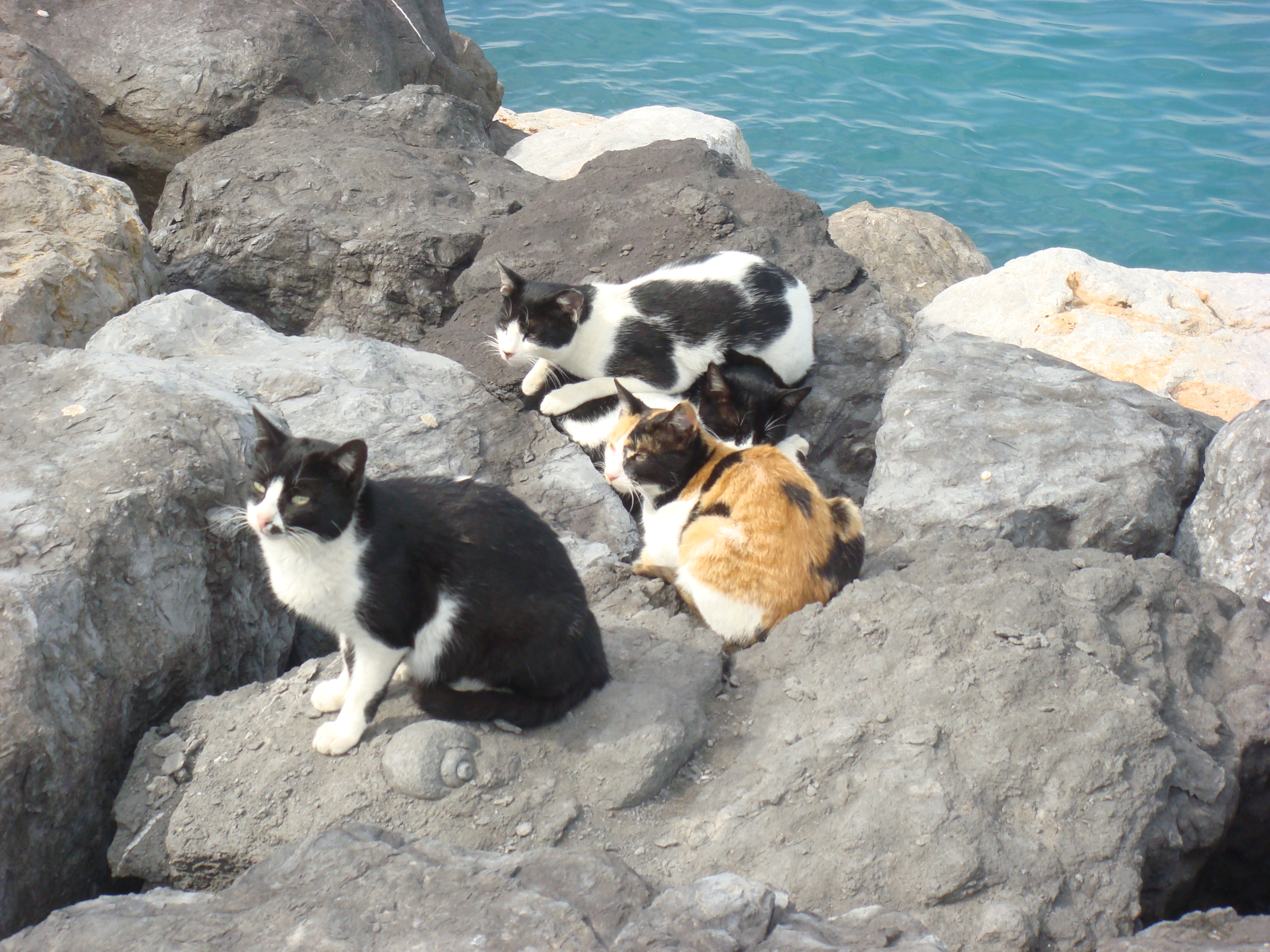
Grupo de gatos ferais vivendo em área rochosa próxima ao mar

Uma vez que um filhote de gato fique perdido ou seja abandonado em localidades mais remotas, pode se tornar feral. Por outro lado, um filhote de gato feral recolhido por humanos irá se comportar como um animal domesticado. Deste modo, não se pode afirmar que existem distinções significativas nas características físicas dos gatos ferais e dos domésticos, pois ambos são geneticamente similares.
Entretanto, devido ao modo de vida, normalmente os animais ferais irão apresentar-se mais musculosos, pois realizam atividades físicas de forma mais intensa ou frequente. Suas constantes atividades de caça os obrigam a subir em árvores, escalarem rochas e correrem atrás das presas, o que gera grande gasto de energia.
Visualmente, o gato feral pode apresentar pelagem mais rústica. Mas isso não se trata de uma característica genética e sim de um aspecto relacionado ao fato de que, ao adotar um modo de vida selvagem e afastado do convívio com humanos, esses animais não recebem os cuidados que manteriam sua pelagem brilhante e macia. Além disso, suas atividades de caça e as frequentes brigas em defesa do território podem causar ferimentos que deixam cicatrizes, sobre as quais há crescimento irregular de seus pelos.
É importante destacar que os gatos ferais devem ser diferenciados dos gatos de rua, uma vez que os animais ferais vivem em  comunidades, evitando o contato com humanos. Já os gatos de rua são animais que embora vivam ao relento se alimentando das comidas que encontrem nas ruas, apresentam boa capacidade de socialização, aceitando e apreciando o contato com as pessoas. Ao contrário dos animais ferais, gatos de rua  podem facilmente ser convertidos em animais de estimação, bastando para isso que um humano lhe forneça abrigo e alimento.

## Comportamento
O gato feral é um animal que apresenta pouca ou nenhuma confiança no ser humano. Por serem dotados de elevado temor e desconfiança, costumam manter-se distantes das pessoas. Esses gatos de vida livre não precisam de interação com o homem para obterem proteção, alimentos ou companhia. Deste modo, ao contrário dos gatos domésticos, os ferais não vocalizam para os humanos.
Assim como seus pais, os filhotes dos gatos ferais dormem durante grande parte do dia e ficam mais ativos no período noturno, hábito diferente do observados em filhotes de gatos domésticos, os quais usualmente são mais ativos durante a manhã e no período entre final da tarde e início da noite. Tal distinção ocorre em função de que os gatos ferais têm que aprender a caçar para sobreviver; e a maior parte de suas presas são mais vulneráveis na escuridão da noite. Atividades noturnas também os auxiliam a se manterem distantes dos seres humanos.

Os gatos ferais normalmente formam colônias onde vivem por meio de caça a pequenos animais como aves e roedores. Por se isolarem, costumam ser tornar agressivos e dificilmente aceitam a presença humana, o que torna rara sua domesticação.

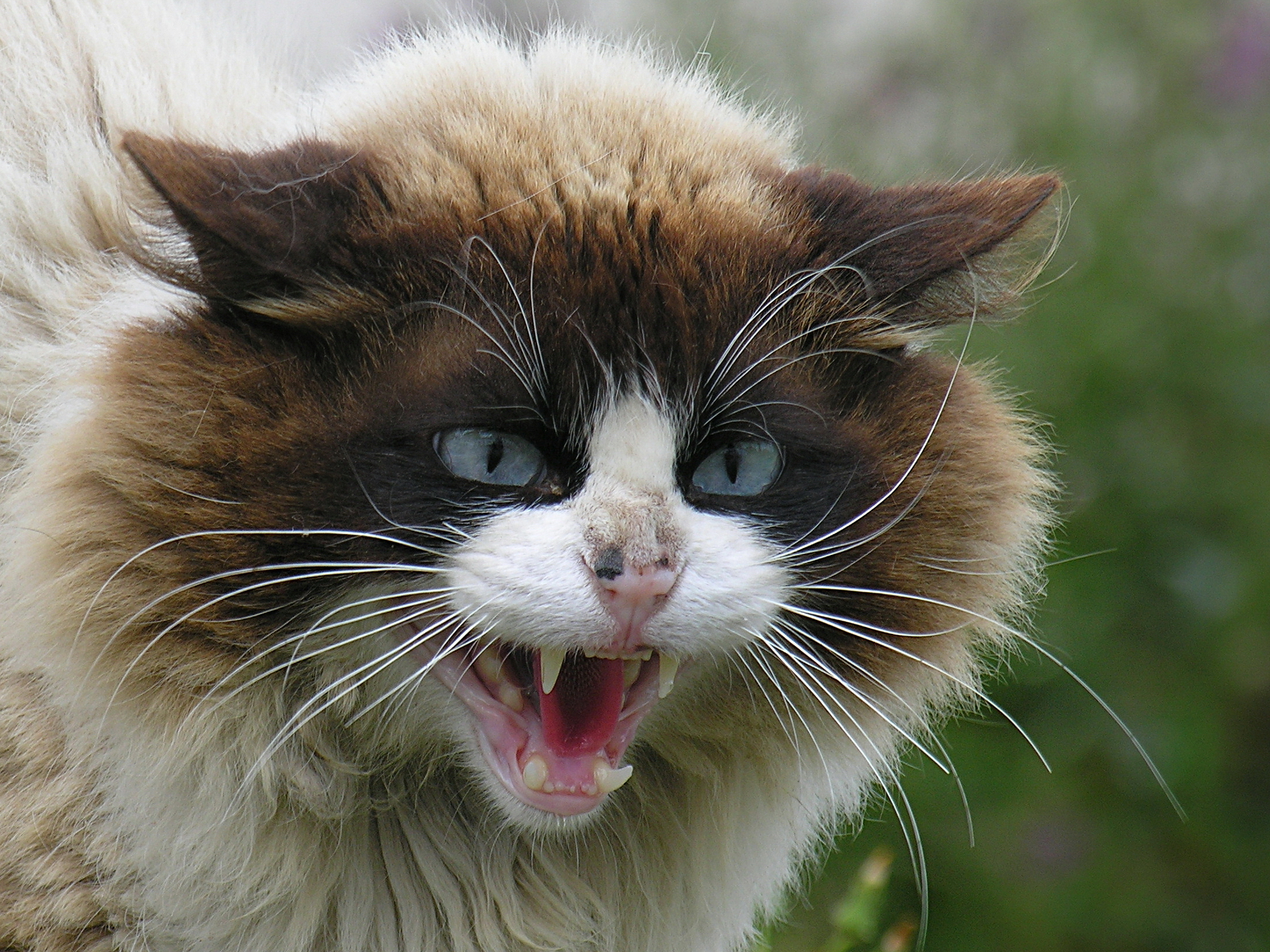
Gato feral (parecido com a raça ragdoll) em postura defensiva diante de uma ameaça.

Essas colônias podem apresentar diferentes tamanhos, variando desde grandes grupos, com a presença de 25 ou mais gatos; agrupamentos médios contendo 10 a 25 indivíduos; ou ainda, pequenos grupos compostos por menos de 10 animais. Tais colônias usualmente se localizam em áreas afastadas dos centros urbanos; contudo, não é rara a presença de agrupamentos de gatos ferais ocupando parques e grandes terrenos baldios das áreas urbanas.
Estudos científicos indicam que os gatos ferais são capazes de circular por extensas áreas, de modo que o território de domínio de suas colônias pode superar 5 km² de extensão. Embora normalmente prefiram manter distância dos humanos, esses gatos tendem a se aproximar das cidades, sobretudo em situações de mau tempo ou durante os meses de inverno, de modo que consigam encontrar algum abrigo para se protegerem da chuva ou do frio.
Devido à sua natureza selvagem, quando retirados de seu ambiente os gatos ferais ficam severamente estressados, o que faz com que tenham seu sistema imunológico abalado. Deste modo doenças preexistentes tornam-se sintomáticas, fazendo com que  a saúde do animal se deteriore, podendo causar sua morte. Além disso, se porventura forem capturados esses gatos fogem e retornam à natureza na primeira oportunidade que encontrarem para isso.
Em decorrência de seu modo de vida, gatos ferais normalmente apresentam tempo de vida muito inferiores aos espécimes domesticados, raramente superando os 5 anos de idade.

### Sociabilidade
Embora os gatos sejam frequentemente considerados animais de hábitos independentes e solitários, os gatos ferais mostram uma capacidade notável de se adaptar socialmente. Em alguns casos, formam colônias para compartilhar recursos e se proteger mutuamente. A capacidade de ajustar seu comportamento social contribui significativamente para sua adaptação a ambientes variados.

### Dieta

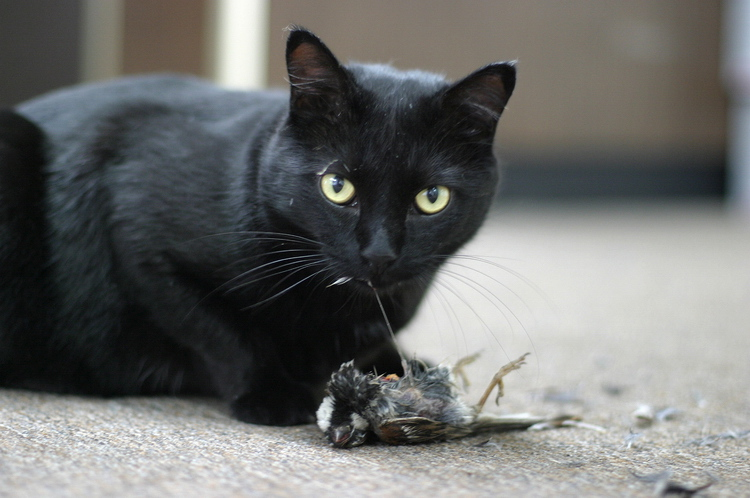
um gato preto comendo um pardal.

Os gatos ferais são conhecidos por sua dieta altamente versátil. Podem caçar presas pequenas, como roedores, aves (pássaros), peixes e, mais raramente, pode alimentar-se de répteis, anfíbios e até mesmo de invertebrados como insetos, aracnídeos, crustáceos e moluscos, mas também são capazes de se alimentar de restos de comida humana, inclusive as que estão descartadas em lixo, como fazem os ursos, guaxinins e cães de rua. 

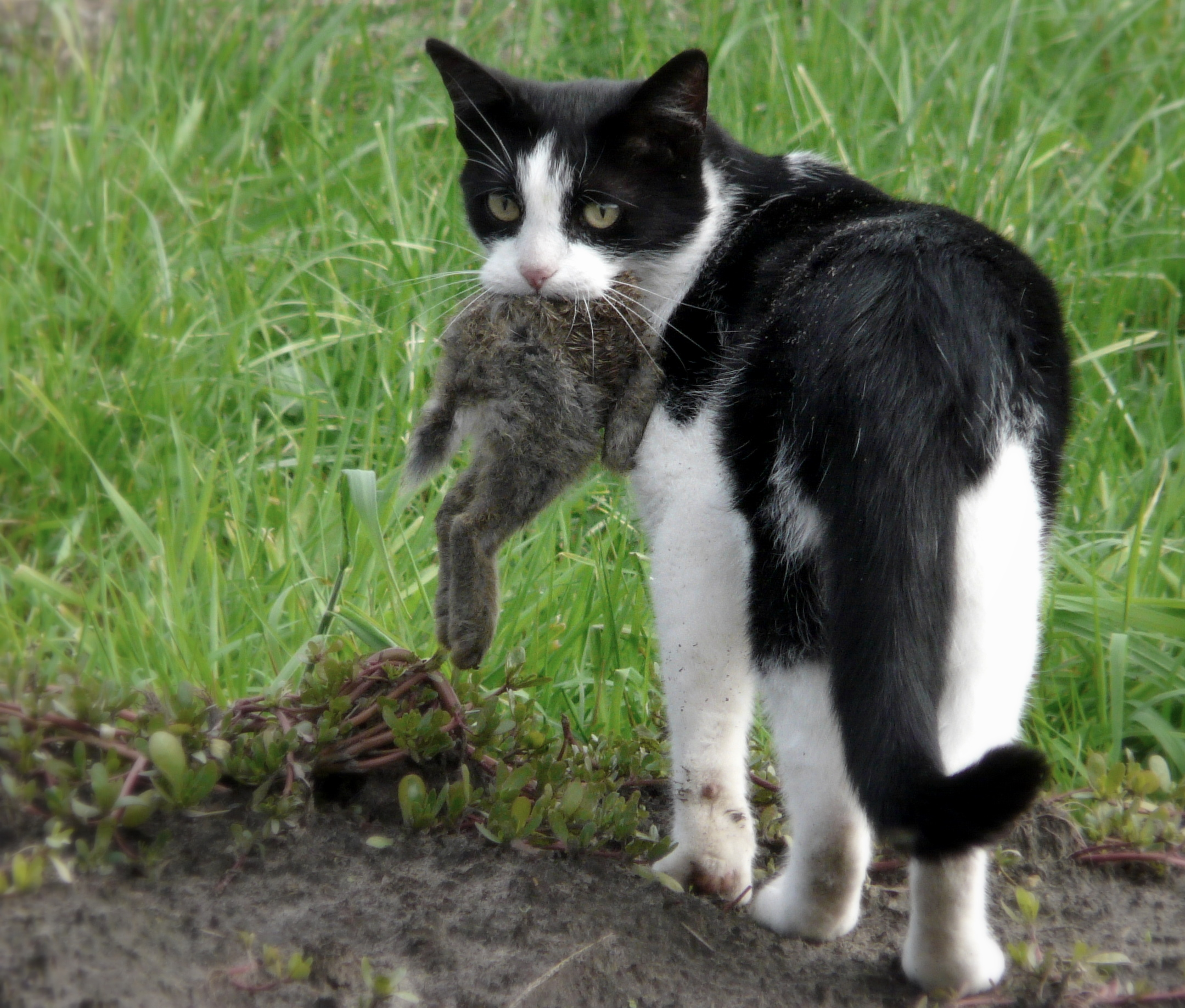
gato predando um coelho.

Essa flexibilidade alimentar é crucial para sua sobrevivência em ambientes onde as fontes de alimentos são inconstantes e imprevisíveis.

### Territorialidade
Os gatos ferais são territorialmente focados e estabelecem áreas específicas para a prática de caça, alimentação e descanso, priorizando a segurança de cada indivíduo e de sua prole. Essa territorialidade bem definida ajuda a evitar conflitos desnecessários com outros gatos e predadores. Marcam seus territórios com feromônios e arranhões, comunicando claramente sua presença a outros membros da comunidade felina.

## Relacionamento com humanos
A interação entre esses animais e os humanos não é recomendada, haja vista que os gatos ferais são seres ariscos e, por vezes, agressivos.
Contudo, esses animais somente atacam as pessoas caso se sintam ameaçados. Quase por via de regra, ao se depararem com um humano preferem fugir e evitar o confronto. Os ataques só ocorrem quando alguém tenta tocá-los ou capturá-los.
Em alguns casos, pessoas incentivam a manutenção das colônias de gatos ferais, objetivando o controle de pragas nas redondezas. Estima-se que, em todo o planeta, os gatos ferais cacem milhões de pragas e pequenos animais silvestres todos os dias